# Teratosphaeria acidotherma
Teratosphaeria acidotherma är en svampart som beskrevs av A. Yamazaki, K. Toyama & Nakagiri 2010. Teratosphaeria acidotherma ingår i släktet Teratosphaeria och familjen Teratosphaeriaceae.   Inga underarter finns listade i Catalogue of Life.